# Streltsy-opstand
De opstand van de Streltsy (Russisch: Стрелецкое восстание) uit 1698 was een opstand van de Streltsy-regimenten (de keizerlijke lijfwacht) in het Rusland van Peter de Grote.

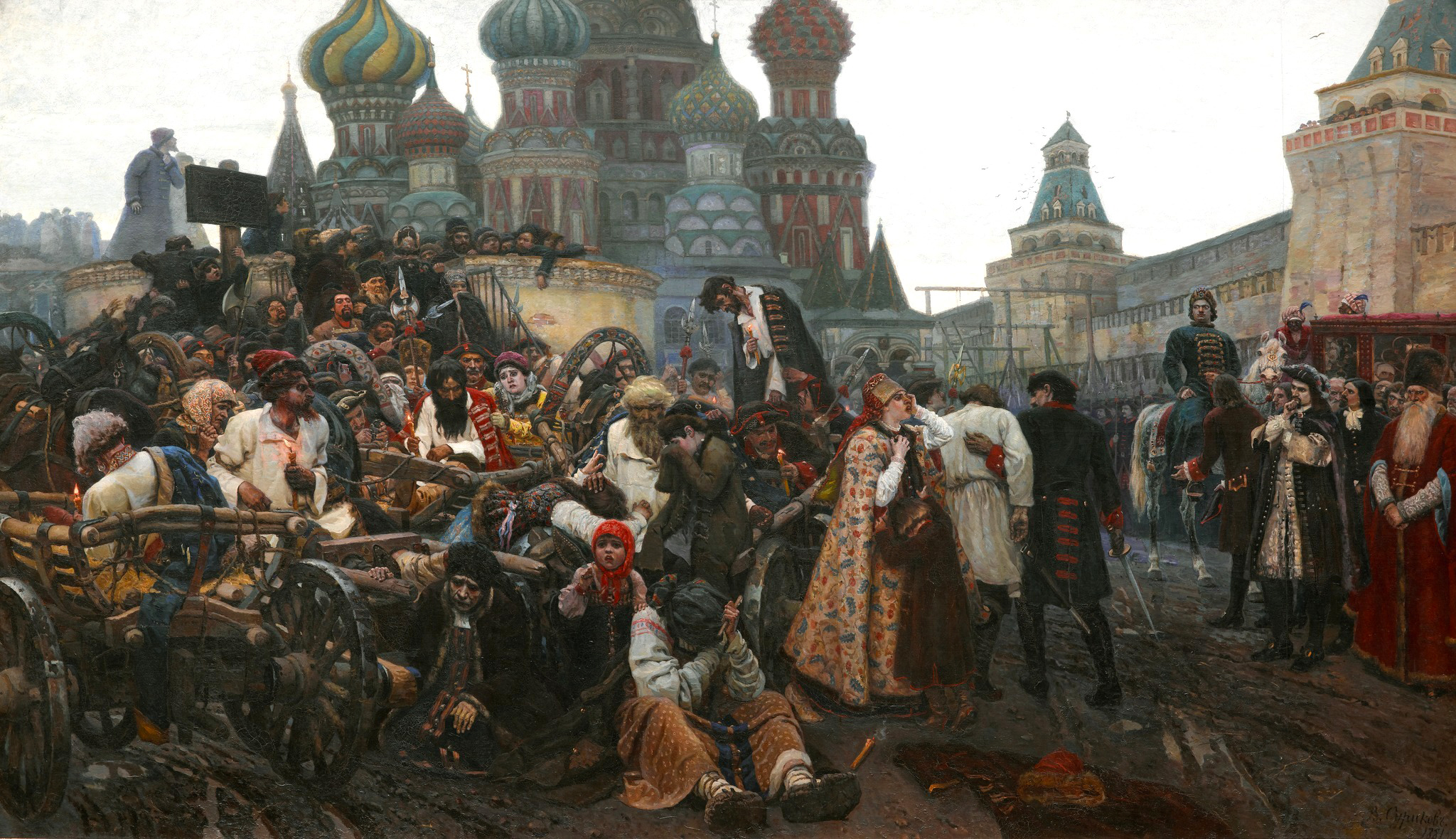
De executie van de Streltsy na de opstand, in de 19e eeuw geschilderd door (Vasili Soerikov)

Sommige historici geloven dat de opstand een reactionaire rebellie was tegen de vernieuwingen van Peter de Grote. Anderen veronderstellen dat het een opstand was tegen de horigheid.
De Streltsy, die hadden deelgenomen aan de Azovcampagnes in 1695–1696, werden in Azov als garnizoen achtergelaten. In 1697 werden de vier regimenten van de Streltsy onverwacht naar de provincieplaats Velikije Loeki gestuurd, in plaats van naar Moskou. Op de weg daarheen werden ze uitgehongerd en moesten ze hun eigen bepakkingen dragen door de afwezigheid van paarden. In maart 1698 verlieten 175 Streltsy-ordetroepen hun regiment en vluchtten naar Moskou. Ze namen in het geheim contact op met Sofia Aleksejevna van Rusland, die door Peter de Grote in  het Novodevitsjiklooster opgesloten was, en hoopten dat deze zou instemmen met haar medewerking. De opstandelingen werden teruggezonden naar hun regimenten om de rest op de hoogte te houden van de opstand.
Op 6 juni zetten de Streltsy hun commandanten af en kozen in elk regiment vier nieuwe officieren, om daarna naar Moskou te marcheren om de bojaren af te straffen en buitenlandse adviseurs uit hun functies te zetten. De rebellen, ongeveer 4000 man,  probeerden Sofia terug aan de macht te brengen of, indien ze weigerde, haar minnaar Vasili Golitsyn.
Peter, op reis in Europa met de Grote Ambassade, hoorde van deze opstand en reageerde eerst door een brief te schrijven aan Fjodor Romodanovski, het hoofd van de Preobrazjenski Prikaz. Peter I beweerde dat Romodanovski niet streng genoeg reageerde. Daarop besloot Peter terug te keren uit voorzorg, maar toen hij in Krakau aankwam, was de opstand reeds neergeslagen door vier regimenten (2300 man) en een cavalerie-eenheid onder leiding van Aleksej Sjein en Patrick Gordon.
Op 18 juni werden de Streltsy verslagen, ongeveer 40 kilometer ten westen van Moskou nabij het Novojeroesalimski Monastir (Nieuw Jeruzalemklooster).
Er werden 57 leiders opgehangen en 1956 andere opstandelingen werden in de gevangenis geworpen. Dit betekende het einde van de Strelitsenopstand.
Bij zijn terugkeer, rond 25 augustus 1698, beval Peter een onderzoek. Tussen september 1698 en februari 1699 werden 1182 Strelitsen geëxecuteerd: 601 werden met zweepslagen afgemaakt, gebrandmerkt ofwel naar Siberië gestuurd. Het onderzoek duurde tot 1707.
De regimenten die niet hadden deelgenomen aan de opstand werden later alsnog uit Moskou gezet.